# Liste von Sakralbauten in Flensburg

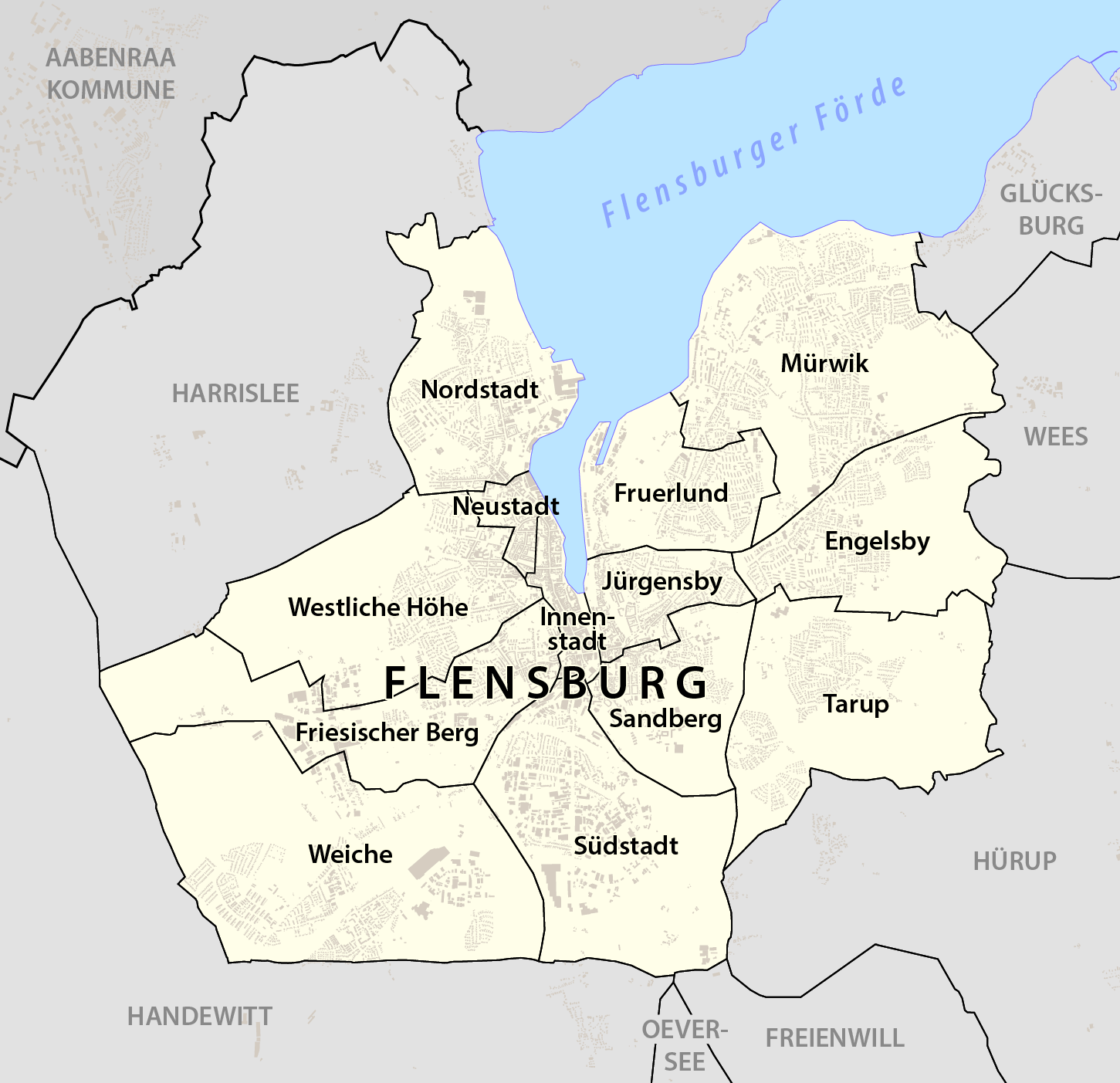
Stadtteile von Flensburg

Die Liste der Sakralbauten in Flensburg enthält die Kirchengebäude und sonstigen Sakralbauten in der Stadt Flensburg.

## Evangelisch-lutherische Kirchen
Die evangelisch-lutherischen Kirchen bzw. Kirchengemeinden gehören entweder der Evangelisch-Lutherischen Kirche in Norddeutschland oder der Dansk Kirke i Sydslesvig an.
Die Kirchen der norddeutschen Landeskirche gehören zur Propstei Flensburg innerhalb des Kirchenkreises Schleswig-Flensburg innerhalb des Sprengels Schleswig und Holstein. Zur Propstei Flensburg gehören neben den folgend genannten Kirchengemeinden auch die im südwestlichen Umland liegenden Kirchengemeinden Eggebek-Jörl, Großenwiehe, Handewitt, Harrislee, Medelby, Nordhackstedt, Oeversee-Jarplund, Sieverstedt, Tarp, Wallsbüll und Wanderup.
| Evangelisch-lutherische Kirchen                   | Evangelisch-lutherische Kirchen | Evangelisch-lutherische Kirchen | Evangelisch-lutherische Kirchen | Evangelisch-lutherische Kirchen | Evangelisch-lutherische Kirchen |
| Kirche(ngebäude) mit Kapellen und Gemeindezentren | Kirchengemeinde                 | Stadtteil und Standort          | Hauptbauzeit                    | Beschreibung | Bild                            |
| ------------------------------------------------- | ------------------------------- | ------------------------------- | ------------------------------- | --- | ------------------------------- |
| Johanniskirche                                    | St. Johannis                    | Adelby                          |                                 | |                                 |
| Diako-Kirche                                      | Diako                           | Westliche Höhe                  | 1883                            | Die Kirche der Diakonissenanstalt Flensburg gehört zu einer Diakonissen-Anstaltsgemeinde. |                                 |
| Gemeindezentrum                                   | Engelsby                        | Engelsby                        | 1973                            | |                                 |
| Gemeindezentrum                                   | Fruerlund                       | Fruerlund                       | um 1981                         | Anfang der 1980er Jahre wurde die evangelisch-lutherische Kirchengemeinde Fruerlund eingerichtet. Der offenbar zeitgleich errichtete Kirchengebäudekomplex mit der Adresse Fruerlundhof 1 (Lage) besteht aus einem modernen Gemeindezentrum, einem Glockenturm sowie dem zugehörigen Jugendzentrum Alsterbogen. Der Gemeindesaal mit Altar, Kanzel, Taufbecken, Lesepult sowie einer digitalen Orgel, für die Gottesdienste der Gemeinde, wurde durch den Künstler Uwe Appold ausgestaltet. Im Jahr 2004 zählte die Kirchengemeinde rund 3700 Gemeindeglieder. 2017, nachdem weitere Wohnhäuser in Fruerlund entstanden waren, zählte die Kirchengemeinde schon ungefähr 6000 Gemeindemitglieder. |                                 |
| Christuskirche                                    | Mürwik                          | Mürwik                          | 1957–1958                       | selbständige Kirchengemeinde seit 1950, 8000 Mitgliedern und drei Pfarrbezirke, Gemeindezentrum in Fruerlund |                                 |
| Pauluskirche                                      | Paulus                          | Rude                            |                                 | Grundsteinlegung 1959 |                                 |
| St. Gertrud-Kirche                                | St. Gertrud                     | Westliche Höhe                  |                                 | Grundsteinlegung 1952 |                                 |
| Johanniskirche                                    | St. Johannis                    | Johannisviertel                 |                                 | |                                 |
| St. Jürgen-Kirche                                 | St. Jürgen                      | Jürgensby                       | 1904–1907                       | |                                 |
| Marienkirche                                      | St. Marien                      | Innenstadt                      |                                 | Baubeginn 1182 |                                 |
| St.-Michael-Kirche                                | St. Michael                     | Friesischer Berg                | 1964                            | Kirchengemeinde in den 1950er und 1960er Jahren entstanden |                                 |
| Nikolaikirche                                     | St. Nikolai                     | Innenstadt                      | 1390–1490                       | 90 Meter hoher Turm von 1878 |                                 |
| Katharinenkirche im Franziskanerkloster           | St. Nikolai                     | Innenstadt                      |                                 | | Bild gesucht                    |
| St. Petri-Kirche                                  | St. Petri                       | Neustadt                        | 1908–1909                       | |                                 |
| Friedenskirche                                    | Weiche                          | Weiche                          | 1968                            | letzter Kirchbau des Architekten Gerhard Langmaack |                                 |
| Heiliggeistkirche (Helligåndskirken)              | Helligåndskirken                | Innenstadt                      |                                 | Das zur Dänischen Kirche in Südschleswig gehörige Pastorat ist zuständig für die Innenstadt und den Friesischen Berg (Friserbjerg) |                                 |
| Ansgar Kirke                                      | Ansgar                          | Nordstadt (Nordstaden)          |                                 | Das zur Dänischen Kirche in Südschleswig gehörige Pastorat ist zuständig für die Nordstadt (Nordstaden), Teile von Harrislee wie Kupfermühle (Kobbermølle) und Niehuus (Nyhus) |                                 |
| Sct. Jørgen Kirke                                 | Sct. Jørgen-Mørvig              |                                 |                                 | Das zur Dänischen Kirche in Südschleswig gehörige Pastorat ist zuständig für Jürgensby (Jørgensby), Fruerlund und Mürwik (Mørvig) | Bild gesucht                    |
|                                                   | Sct. Hans og Adelby             | Kappelner Str.                  |                                 | Das zur Dänischen Kirche in Südschleswig gehörige Pastorat ist zuständig für Tarup, Sandberg (Sandbjerg) und Engelsby. | Bild gesucht                    |
|                                                   | Sporskifte                      | Weiche (Sporskifte)             |                                 | Das zur Dänischen Kirche in Südschleswig gehörige Pastorat ist zuständig für Weiche (Sporskifte). Die Gemeinde verfügt nicht über eine eigene Kirche, aber hält Gottesdienste im dänischen Kulturhaus (Det Danske Hus Sporskifte) an der Alten Husumer Straße ab. |                                 |

## Römisch-Katholische Kirchen
Zur Katholischen Pfarrgemeinde Flensburg gehören außer den wie folgt aufgeführten noch die in den Vororten gelegenen Kirchen St. Laurentius in Glücksburg, St. Anna in Harrislee und St. Martin in Tarp. Die katholische Garnisonkirche St.-Michael-Kirche im Stadtteil Weiche wurde 2005 aufgegeben.
| Römisch-Katholische Kirchen    | Römisch-Katholische Kirchen         | Römisch-Katholische Kirchen | Römisch-Katholische Kirchen | Römisch-Katholische Kirchen | Römisch-Katholische Kirchen |
| Kirche                         | Pfarrgemeinde                       | Stadtteil und Standort      | Hauptbauzeit                |                             | Bild                        |
| ------------------------------ | ----------------------------------- | --------------------------- | --------------------------- | --------------------------- | --------------------------- |
| St. Marien Schmerzhafte Mutter | Katholische Pfarrgemeinde Flensburg | Innenstadt                  |                             |                             |                             |
| St.-Ansgar-Kirche              | Katholische Pfarrgemeinde Flensburg | Mürwik                      |                             |                             |                             |
| St. Franziskus-Hospital        | Katholische Pfarrgemeinde Flensburg | Westliche Höhe              |                             |                             |                             |

## Evangelische Freikirchen
| Evangelische Freikirchen                            | Evangelische Freikirchen | Evangelische Freikirchen | Evangelische Freikirchen                                            | Evangelische Freikirchen | Evangelische Freikirchen |
| Kirche/Gemeinde                                     | Stadtteil und Standort   | Hauptbauzeit             | Beschreibung                                                        | Bild                     |                          |
| --------------------------------------------------- | ------------------------ | ------------------------ | ------------------------------------------------------------------- | ------------------------ | ------------------------ |
| Baptisten                                           | Jürgensby                |                          | Mitglied im Bund Evangelisch-Freikirchlicher Gemeinden              |                          |                          |
| Methodistische und Wesleyanische Kirchen            | Fruerlundholz            |                          | Mitglied der Evangelisch-methodistischen Kirche                     | Bild gesucht             |                          |
| Siebenten-Tags-Adventisten                          |                          |                          |                                                                     | Bild gesucht             |                          |
| Die Freie Christengemeinde Flensburg                |                          |                          | Mitglied im Bund Freikirchlicher Pfingstgemeinden (BFP)             | Bild gesucht             |                          |
| Arche – Evangelische Freikirche in Flensburg-Weiche |                          |                          | Mitglied im Mülheimer Verband Freikirchlich-Evangelischer Gemeinden |                          |                          |
| Apostolische Kirche                                 | Innenstadt               |                          |                                                                     | Bild gesucht             |                          |

## Sonstige Kirchen
| Sonstige Kirchen                                                              | Sonstige Kirchen            | Sonstige Kirchen | Sonstige Kirchen | Sonstige Kirchen | Sonstige Kirchen |
| Kirche/Gemeinde                                                               | Stadtteil und Standort      | Hauptbauzeit     | Beschreibung | Bild             |                  |
| ----------------------------------------------------------------------------- | --------------------------- | ---------------- | --- | ---------------- | ---------------- |
| Neuapostolische Kirche in Nord- und Ostdeutschland/ Gemeinde Flensburg        | Innenstadt/Friesischer Berg |                  | seit 1899 und zurzeit mit zwei Gemeinden im Stadtgebiet vertreten. Das Bild zeigt die Kirche der Gemeinde Flensburg am Pferdewasser gegenüber dem Rathaus |                  |                  |
| Neuapostolische Kirche in Nord- und Ostdeutschland/ Gemeinde Flensburg-Mürwik | Mürwik                      |                  | seit 1899 und zurzeit mit zwei Gemeinden im Stadtgebiet vertreten. Das Bild zeigt die Kirche der Gemeinde Flensburg-Mürwik in der Fördestraße             |                  |                  |
| Die Christengemeinschaft                                                      |                             |                  | | Bild gesucht     |                  |
| Kirche Jesu Christi der Heiligen der Letzten Tage                             |                             |                  | | Bild gesucht     |                  |
| Zeugen Jehovas                                                                |                             |                  | Die Zeugen Jehovas sind mit zwei Gemeinden vertreten. | Bild gesucht     |                  |

## Ehemalige Kirchen
Ehemals für Gottesdienste genutzte Kirchengebäude sind zudem:
- Heilandskapelle (Flensburg)
- St.-Michael-Kirche (Flensburg-Weiche)
- Zoar

## Buddhismus
- Buddhistisches Zentrum Flensburg der Karma-Kagyü-Linie, Norderstrasse 20

## Judentum
- an der Waitzstraße wird ein historisches Gebäude zur Synagoge umgebaut.[27]